# Branko T. Ivančević
Branko T. Ivančević (Brajići, 17. jun 1939) je bivši predsjednik opštine Budva i društveno-politički radnik.

## Biografija
Njegov otac Tomo Jokov Ivančević bio je učesnik Prvog svjetskog rata, takođe nosilac Albanske spomenice. Tomo je bio i aktivni učesnik Drugog svjetskog rata, NOB-a od 1941. godine. Majka Stane Nikova Ivančević, rođena Dapčević. Osnovnu školu završio u Feketiću, naselje koje se nalazi u Vojvodini, Srbija. Gimnaziju završio u Herceg Novom školske 1959-1960. god. Završio Pravni fakultet Univerziteta u Beogradu i stekao akademsko zvanje  diplomiranog pravnika.          

### Politička karijera
Postao je član Komunističke Partije Jugoslavije 1959. god. Bio je prvi sekretar Osnovne Organizacije Saveza Kumunista u „Gimnaziji“ –Herceg Novi. Bio je član Fakultetskog komiteta Saveza Komunista Pravnog fakulteta Univerziteta u Beogradu, Savjeta Pravnog fakulteta Univerziteta u Beogradu za vrijeme mandata dekana prof. dr Jovana Đorđevića, Univerzitetskog komiteta Saveza Komunista Univerziteta u Beogradu i sekretarijata Univerzitetskog Komiteta Saveza Komunista Beograd.
Biran za potpredsjednika Kluba za međunarodno prijateljstvo omladine i studenata Univerziteta u Beogradu.
5. februara 1965. god. izabran za sekretara Opštinskog komiteta Saveza komunista Crne Gore za Opštinu Budva. Funkciju sekretara Opštinskog Komiteta Saveza Komunista – Budva obavljao u dva mandata do kraja 1969. godine.
Izabran na mjesto predsjednika Opštine Budva  novembra 1973. godine. Reizabran na mjesto predsjednika Opštine Budva 25. aprila 1974. godine. Dužnost obavlja do novembra 1978. godine
1974. god. biran za narodnog poslanika Skupštine SFRJ u Vijeću naroda u delegaciji Socijalističke Republike Crne Gore na mandat od četiri godine.
Bio delegat Saveza Komunista na V i VI Kongresu Saveza Komunista Crne Gore. 
Bio delegat na IX Kongresu Saveza Komunista Jugoslavije.
Bio je učesnik Svečane sjednice posvećene proslavi 50 godina Saveza Komunista Jugoslavije.

### Radna aktivnost
Pored profesionalnih političkih aktivnosti radi kao: Direktor Ugostiteljskog preduzeća Elektroprivrede Srbije i Hotela „Park“ u Budvi, Direktor razvoja Jadranskog sajma u Budvi.
Od 1983. god. bio potpredsjednik Poslovnog odbora „Poljoprivrednog kombinata – Beograd“ zadužen za razvoj turizma.
Član Upravnog odbora preduzeća za spoljnu trgovinu „Rapid“ –Beograd.
Direktor preduzeća za spoljnu trgovinu „Brodokomerc“ – Beograd.
2001. godine se penzionisao.
Trenutno živi u Budvi.